# Marla Feller
Marla Beth Feller ist eine US-amerikanische Neurowissenschaftlerin an der University of California, Berkeley.

## Leben und Wirken
Feller erwarb an der University of California, Berkeley 1985 einen Bachelor und 1991 bei Yuen-Ron Shen mit der Arbeit Studies of surfaces and liquid crystal interfaces by means of second-harmonic generation einen Ph.D., jeweils in Physik. Als Postdoktorandin arbeitete sie bei David W. Tank an den Bell Laboratories und bei Carla Shatz an der University of California, Berkeley. Eine erste eigene Arbeitsgruppe hatte Feller von 1998 bis 2000 am National Institute of Neurological Disorders and Stroke in Bethesda, Maryland, bevor sie an der University of California, San Diego, eine Professur erhielt (2000 Assistant Professor, 2005 Associate Professor).
Seit 2007 ist Feller wieder an der University of California, Berkeley, wo sie – nach einem Sabbatical 2011 am Institut Pasteur in Paris – 2012 zu einer ordentlichen Professur aufstieg. Von 2013 bis 2018 war sie Leiterin der Abteilung für Neurobiologie. Seit 2019 hat sie eine nach dem langjährigen Berkeley-Professor Paul Licht benannte Professur für Biowissenschaften inne.
Feller gilt als Expertin für die Entwicklung und funktionelle Organisation der neuronalen Schaltkreise der Netzhaut. Sie und ihre Mitarbeiter konnten bedeutsame Entdeckungen bezüglich Aktivitätswellen und Gap Junctions machen. Feller hat laut Google Scholar einen h-Index von 51, laut Datenbank Scopus einen von 44 (jeweils Stand Oktober 2023).
Seit 2017 ist Feller Fellow der American Association for the Advancement of Science. 2023 wurde sie sowohl in die American Academy of Arts and Sciences als auch in die National Academy of Sciences gewählt.

## Schriften (Auswahl)
- Huberman, Andrew D., Marla B. Feller, and Barbara Chapman: Mechanisms underlying development of visual maps and receptive fields. Annu. Rev. Neurosci. 31.1 (2008): 479-509.
- Blankenship, Aaron G., and Marla B. Feller: Mechanisms underlying spontaneous patterned activity in developing neural circuits. Nature Reviews Neuroscience 11.1 (2010): 18-29.
- Caval-Holme F, Zhang Y, Feller MB: Gap Junction Coupling Shapes the Encoding of Light in the Developing Retina. Curr Biol. 2019 Dec 2;29(23):4024-4035.e5. doi:10.1016/j.cub.2019.10.025.
- Somaiya, Rachana Deven, and Marla B. Feller: Visualizing synaptic pruning in the mammalian brain. Science 385.6710 (2024): 711-712.